# 아리엘 샤론 파크

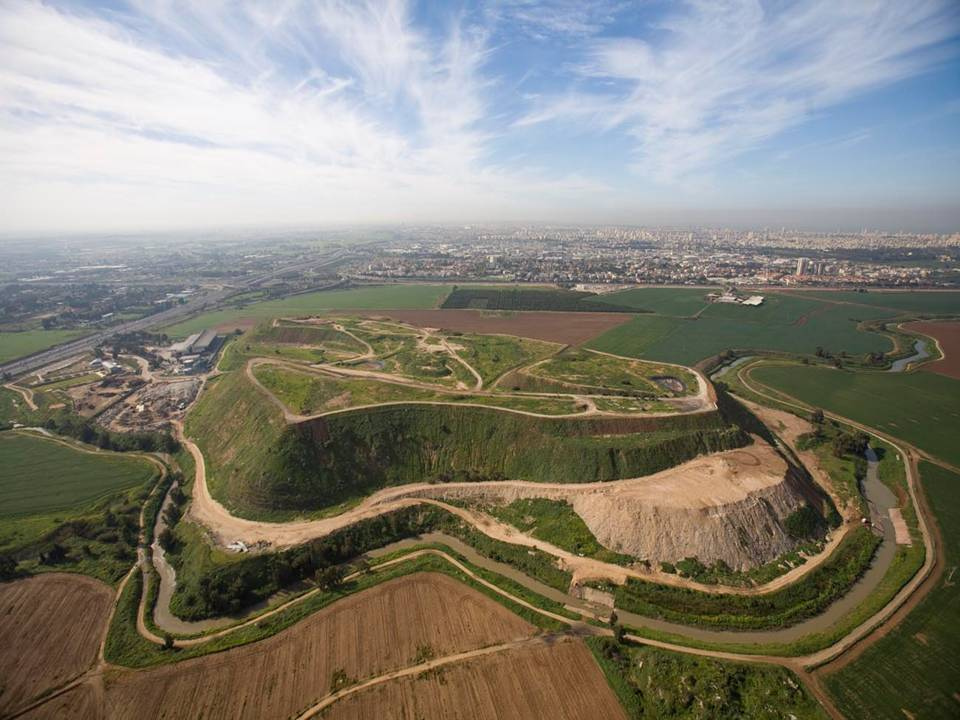
아리엘 샤론 파크 조성지

아리엘 샤론 파크(히브리어:  פארק אריאל שרון, 영어: Ariel Sharon Park)는 텔아비브에 조성 예정인 공공 공원이다.

## 재활용 공원
1952년에서 1998년까지 이 지역은 히리야(Hiriya)라고 불리는 쓰레기통으로 사용되다가 2002년 이스라엘 정부에 의해 현장을 복구하고 덤프 주변에 재활용 센터가 있는 큰 공원을 짓기로 결정했다. 2007년에는 생태연구센터가 재활용 공원에 들어섰으며, 2010년에는 재활용 공원이 그 해의 최고의 녹색 디자인을 위한 조경 건축 카테고리에서 유럽 건축 센터의 상을 받았다.

## 사진

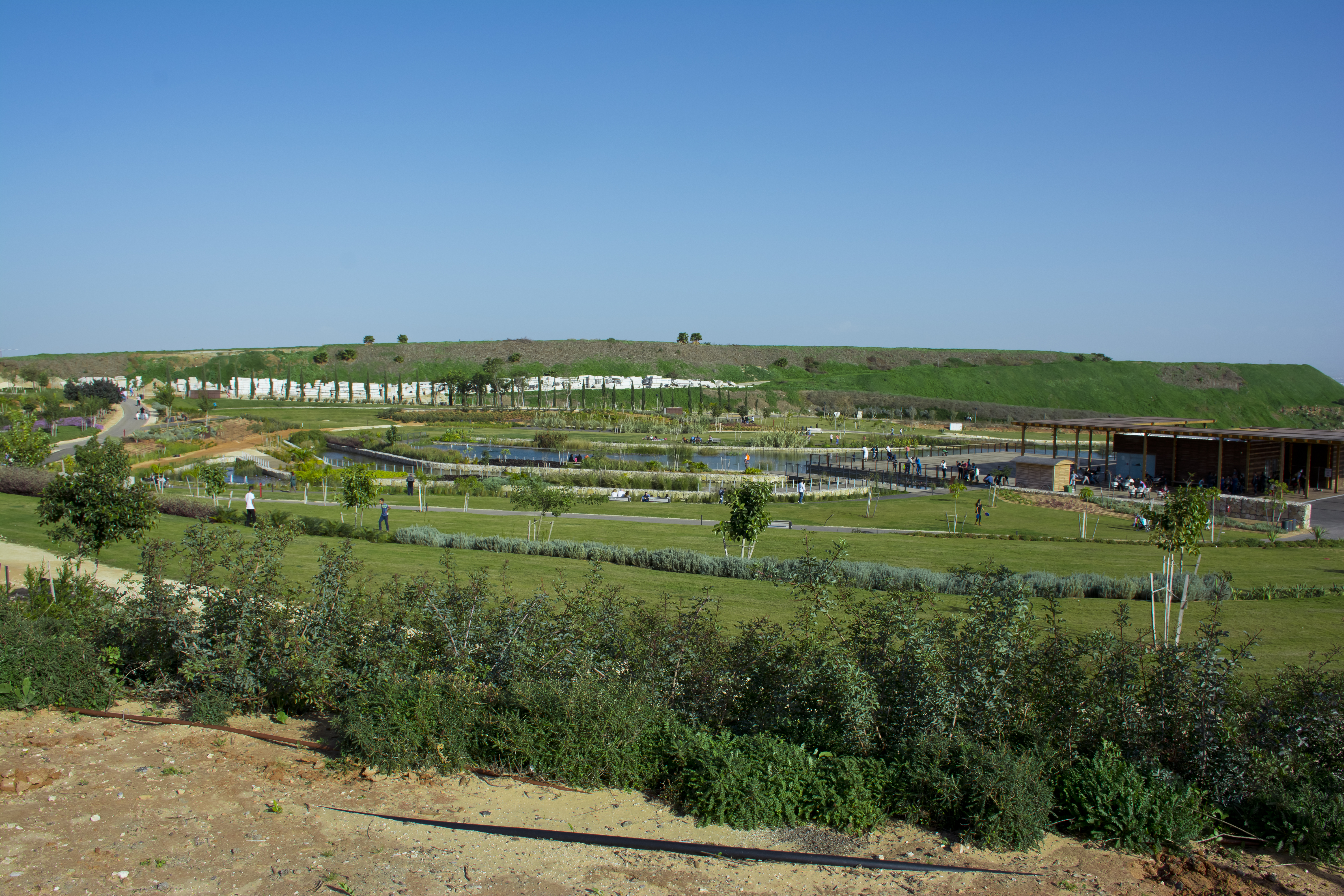
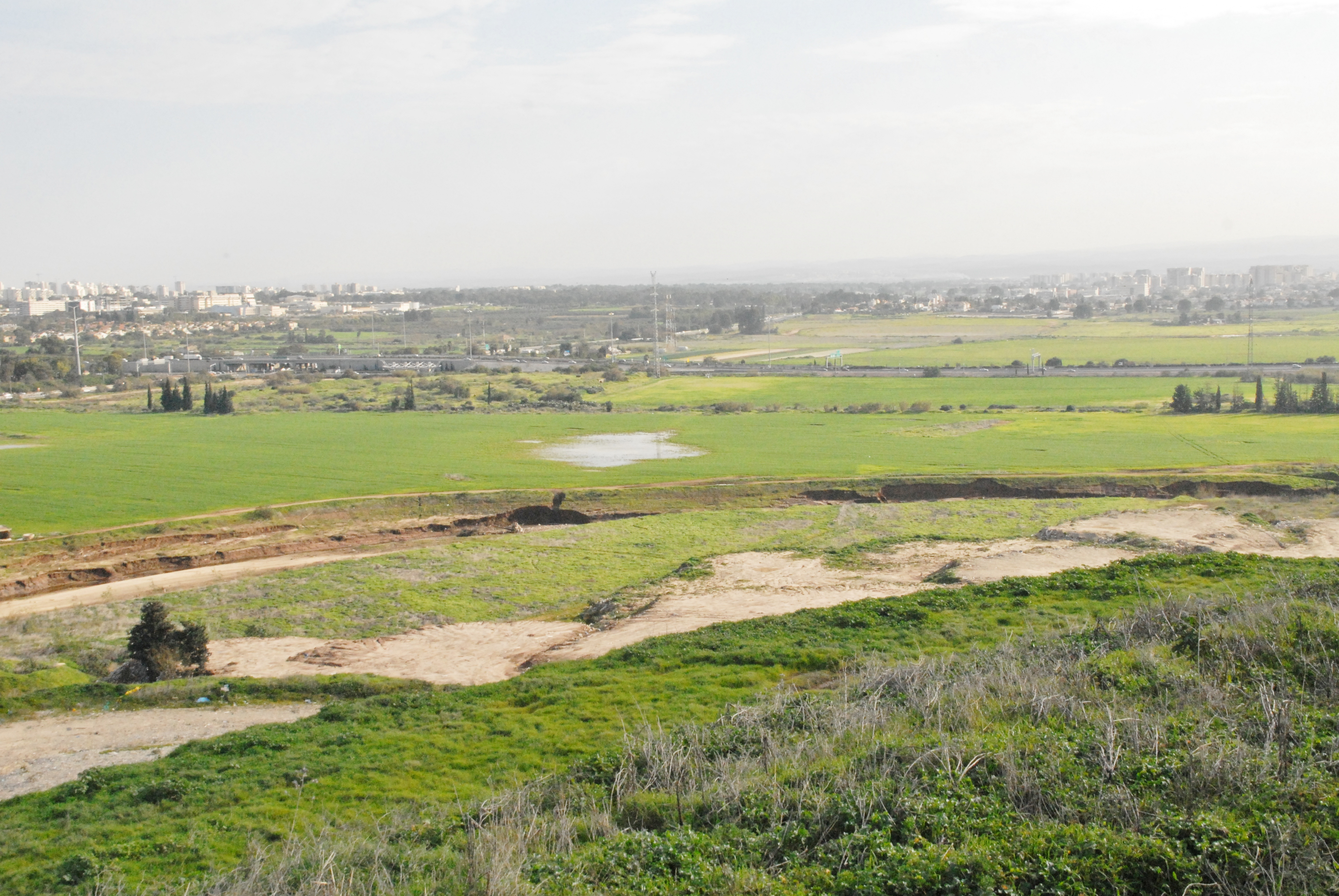
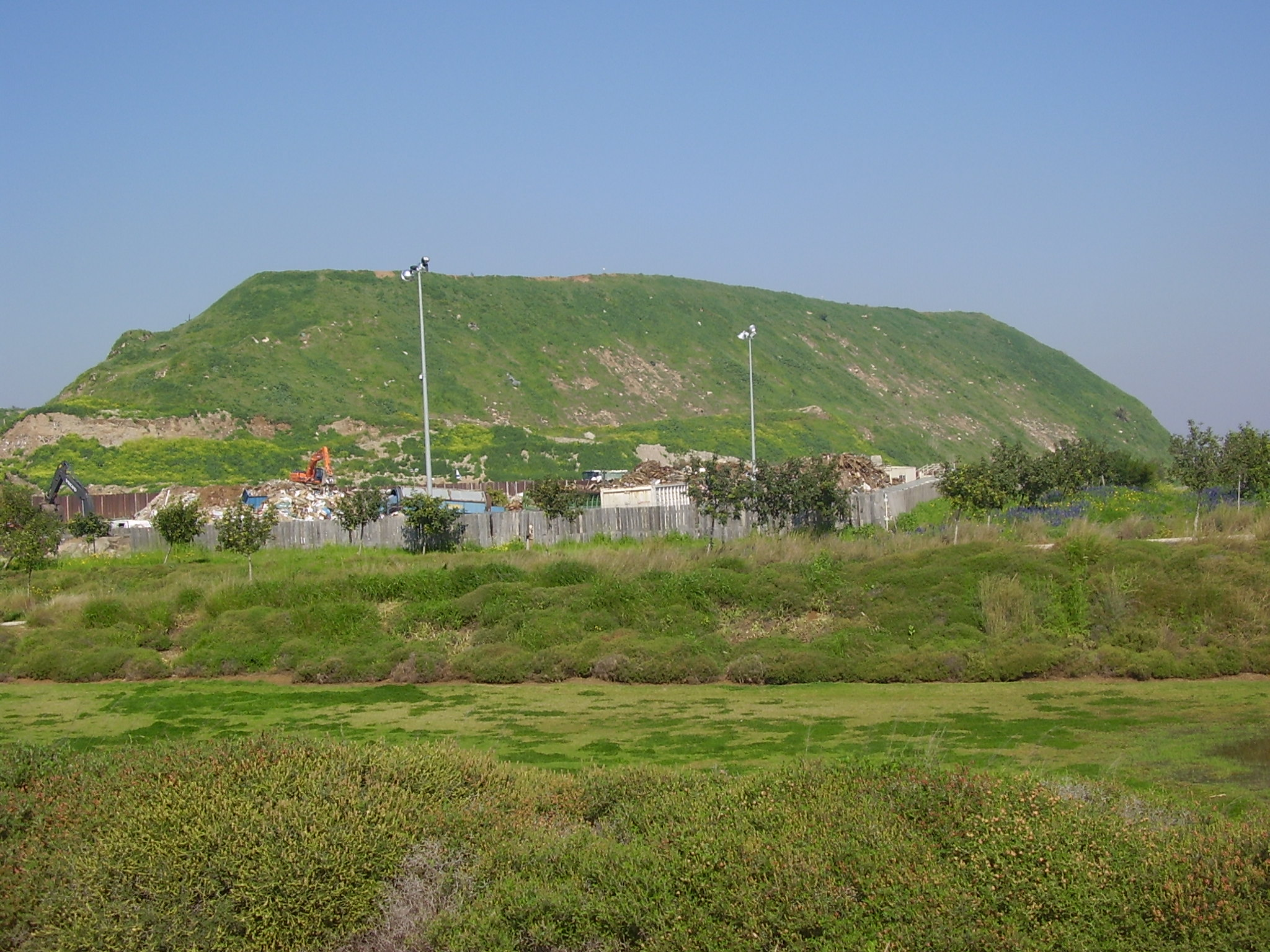

## 외부 링
- -     - Ariel Sharon Park 보관됨 2017-12-01 - 웨이백 머신
    - Ariel Sharon Park - Recycling park